# Billie's Goat
Billie's Goat (o Billy's Goat) è un cortometraggio muto del 1915 diretto da Chester M. Franklin e da Sidney Franklin. I due registi erano fratelli e girarono insieme i loro primi film. Avevano esordito nella regia in maggio, con il corto The Baby.

## Trama
Il papà di Dan, presidente della loggia locale, si fa portare a casa una capra che dovrà servire per l'iniziazione prevista per quella sera. Dan preleva la capra, attaccandola al suo carretto e va a fare un giro. Per strada, incontra Billy che sta portando a passeggio Mae sul suo carretto trainato da un pony. Quando i due ragazzi lasciano incustodito il pony per andarsi a prendere un gelato, Dan ne approfitta: lo stacca dalle stanghe e lo nasconde. Mae, che prima si era mostrata sprezzante nei confronti di Dan e della sua capra, adesso accetta volentieri di farsi dare un passaggio da lui, ma il tutto si rivela un disastro, con la capra che si dimostra ingestibile e la fa cadere a terra.

Dan decide di tenere quella sera un'iniziazione alla loggia modellata su quella di cui ha sentito parlare dagli adulti, ma va a finire che a diventare il capro della cerimonia sarà proprio lui.

## Produzione
Il film fu prodotto dalla Majestic Motion Picture Company.

## Distribuzione
Distribuito dalla Mutual, il film - un cortometraggio di cui non si conosce la durata certa - uscì nelle sale statunitensi il 3 agosto 1915.